# スジオナメラ
スジオナメラ（Elaphe taeniura）は、爬虫綱有鱗目ナミヘビ科ナメラ属（Orthriophis属とする説もあり）に分類されるヘビ。

## 分布
インド（アルナーチャル・プラデーシュ州、シッキム州）、インドネシア（スマトラ島、ボルネオ島）、カンボジア、タイ王国、中華人民共和国、台湾、日本（先島諸島）、ベトナム、マレーシア、ミャンマー、ラオス

## 形態
眼後部に黒い筋模様が入り、中国語名である黒眉錦蛇の由来になっている。尾の正中線に明色の縦縞、それを縁取るように黒い縦縞とその外側に明色の縦縞が入り、和名スジオの由来になっている。

## 分類
以下の分類はUetz et al.(2016)、分布・形態は鳥羽(2005)に従う。
Elaphe taeniura taeniura (Cope, 1861) タイリクスジオ
中華人民共和国（河北省から湖南省・福建省にかけて）
最大全長180センチメートル。胴体中央部の斜めに列になった背面の鱗の数（体列鱗数）は23か25。総排出口までの腹面にある幅広い鱗の数（腹板数）は225 - 259、総排出口から後部の鱗の数（尾下板数）は68 - 112。眼前下板は1枚、吻端を除く上唇を覆う鱗（上唇板）は8 - 9枚。体色は淡褐色。背面の暗色斑は頭部よりもやや後方（頭部の長さの2 - 4倍）から入り、梯子状に入る。体側面の暗色斑は上半身では入らないか不明瞭。舌は黒く、両脇が青い。
Elaphe taeniura callicyanous Schulz, 2010

Elaphe taeniura friesei (Werner, 1927) タイワンスジオ
台湾固有亜種。日本（沖縄島中部）に移入
最大270センチメートル。体列鱗数は23か25。腹板数は243 - 262、尾下板数は101 - 122。眼前下板は1枚、上唇板は9 - 10枚。体色は淡褐色や黄褐色。背面および体側面の暗色斑は黒くて大型で、交互に入る。背面の暗色斑は左右で繋がることが多い。舌は黒く、両脇が青い。
Elaphe taeniura grabowskyi (Fischer, 1885) ボルネオスジオ
スマトラ島、ボルネオ島
最大全長200センチメートル。体鱗列数は25か27。腹板数は271 - 294、尾下板数は86-114。眼前下板は0-1枚、上唇板は9枚。体色は灰褐色で、体側面の斑紋は不定形。舌は赤い。
Elaphe taeniura helfenbergeri Schulz, 2010
Elaphe taeniura mocquardi Schluz, 1996 カナンスジオ
中華人民共和国南部、ベトナム
全長160-190センチメートル。体鱗列数は23。腹板数は232 - 267、尾下板数は82 - 125。眼前下板は1枚、上唇板は9枚。体色は黄色や黄褐色、橙色。背面の暗色斑は頭部よりもやや後方（頭部の長さの3 - 4倍）から入り、前後に細長い。舌は黒く、両脇が青い。
Elaphe taeniura ridleyi (Butler, 1899) マレースジオ
タイ王国南部、マレー半島
全長180 - 230センチメートル。体鱗列数は25。腹板数は285-305枚、尾下板数は105 - 122。眼前下板は0 - 1枚、上唇板は9枚。体色は淡褐色や淡黄色で、頭部は青灰色。胴体には斑紋が入らないが、尾の縦縞は明瞭。舌は赤い。
Elaphe taeniura schmackeri (Boettger, 1895) サキシマスジオ Sakishima beauty snake
日本（先島諸島）
全長132 - 251センチメートル。体鱗列数は25か27。腹板数は248 - 265、尾下板数は103 - 126。眼前下板は1枚、上唇板は8-10枚。吻端や尾が長い。体色は褐色で、眼後部や背面、体側面の斑紋は不明瞭。舌は赤い。
Elaphe taeniura yunnanensis Anderson, 1879 ウンナンスジオ、ユンナンスジオ
中華人民共和国内陸部からインドシナ半島・インドにかけて
最大全長180センチメートル。体鱗列数は23。腹板は222 - 266、尾下板数は77 - 120。眼前下板0 - 1枚（ない個体が多い）、上唇板は9枚。体色は黄褐色だが、赤みの強い個体もいる。背面の暗色斑は頭部よりもやや後方（頭部の長さの1.5 - 2倍）から入り、体側面の暗色斑は不明瞭。分布が広く変異が大きい。舌は赤褐色や暗赤色。

## 生態
農耕地や人家近くで見られることもある。亜種マレースジオは洞窟に生息することもある。亜種サキシマスジオは主に常緑広葉樹からなる自然林や二次林に生息し、宮古列島では開けた二次林や低木林・耕作地でみられることも多い。樹上に登ることも多い。
主にネズミなどの小型哺乳類を捕食し、他に鳥類、両生類なども食べる。亜種マレースジオはコウモリを食べる。亜種サキシマスジオの幼蛇はサキシマキノボリトカゲを捕食した例がある。
繁殖様式は卵生。1回に2 - 12個の卵を産む。亜種サキシマスジオは6月下旬から7月中旬に6 - 11個の卵を産む。

## 人間との関係
中華人民共和国では食用とされることもある。
日本では展示用などで輸入されたと思われる亜種タイワンスジオが、沖縄島中部に定着している。沖縄島北部に侵入して在来の固有種を捕食する懸念、亜種サキシマスジオの分布域に侵入した場合に遺伝子汚染が懸念されるなどの理由から、外来生物法により特定外来生物に指定された。それに伴い本種（特定外来生物に指定された亜種タイワンスジオ、在来種である亜種サキシマスジオを除く）も種単位で未判定外来生物に指定された。
E. t. schmackeri　サキシマスジオ
道路整備および交通量増加による交通事故、人為的に移入されたインドクジャク・宮古列島では加えてイタチ類による捕食などにより生息数は減少している。
絶滅危惧II類 (VU)（環境省レッドリスト）
ペットとして飼育されることもあり、日本にも輸入されていた。